# Bundesstrasse 110
Bundesstrasse 110 är en 161 kilometer lång förbundsväg i det nordtyska förbundslandet Mecklenburg-Vorpommern. Vägen börjar i Garz vid den tysk-polska gränsen och går till Rostock, via Anklam och Demmin. 